# The Toasters
I The Toasters o semplicemente Toasters sono un gruppo ska statunitense, nato a New York nel 1981 ed attualmente in attività: questa lunga durata fa di loro probabilmente il gruppo ska più longevo degli Stati Uniti, nonostante il cantante e fondatore Robert Hingley sia l'unico membro della formazione originale rimasto nel gruppo.
I Toasters hanno pubblicato nove album in studio, la maggior parte dei quali con la Moon Ska Records, e goduto di una relativa popolarità presso il grande pubblico nei tardi anni 90 grazie alla ribalta del genere, il cosiddetto Third wave of ska, in Nord America. Il loro singolo Two-Tone Army è stato anche la sigla dello show Nickelodeon KaBlam!, ed essi hanno registrato musiche per varie pubblicità, incluse quelle di America Online e Coca-Cola.
Il gruppo si esibisce ancora in concerti live in tutto il mondo, e nel 2007 ha celebrato il suo venticinquesimo anniversario con un nuovo album in studio, "One More Bullet".

## Formazione

### Formazione attuale
- Robert "Bucket" Hingley - Chitarra, voce
- Andy Pearson - Basso
- Tommy Quartulli - sassofono
- Arjen Bijleveld - trombone
- Greg Robinson - trombone
- Jesse Hayes - batteria
- Dave Barry - Seconda voce

### Ex componenti
- Jason "Jah-Son" Nwagbaraocha - basso, voce
- Dan "Duckie" Garrido - batteria
- Jeff Richey - sassofono (Alto e baritono)
- Mike "Philly" Armstong - sassofono
- Lionel Bernard - voce
- Adam "Prince Beaver" Birch - trombone, tromba
- Tim Champeau - tromba
- John "Skoidat Sr." Chapman - sassofono
- Mark Darini - basso
- Sean Dinsmore - voce
- John Dugan - sassofono (Membro fondatore)
- Brian Emrich - basso
- Weston "Gigglefist" Thomas - tastiere, tuba
- Gary Eye - percussioni
- Rick "Chunk" Faulkner - trombone
- Paul "Sondoulix" Gephardt - Sassofono Alto
- Donald "The Kid" Guillaume - batteria
- Greg Grinnell - tromba (1985-1988), basso (1988-1990)
- Ann Hellandsjo - trombone
- Steve Hex - tastiere
- Scot Jarvis - batteria
- Dan Jesselsohn - basso
- Danny Johnson - batteria
- Tim Karns - basso
- Ivan Katz - batteria
- Matt Malles - basso
- Johnnathan "JMac" McCain [1] - batteria
- Andrew "Jack Ruby Jr." Lindo - voce
- Fred "Rock Steady Freddie" Reiter - sassofono
- Marcel Reginato - Sassofono Alto
- Nilda Richards - trombone
- Mo Roberts - batteria
- Vicky Ross - basso, voce
- Jim Seely - tromba
- Brian Sledge - tromba, voce
- Eric E. "E-Man" Storkman - trombone
- Obi-Ajula "Coolie Ranx" Ugbomah - voce
- Dave Waldo - tastiere, voce
- Pablo D. "The Professor" Wright - voce
- Chris Rhodes - trombone
- Ozzy "The Wiz" Cardona - tromba

## Discografia

### In Studio
- 1985 - Recriminations
- 1987 - Skaboom!
- 1988 - Thrill Me Up
- 1990 - This Gun For Hire
- 1992 - New York Fever
- 1994 - Dub56
- 1996 - Hard Band For Dead
- 1997 - Don't Let The Bastards Grind You Down
- 2002 - Enemy Of The System
- 2007 - One More Bullet

### Live
- 1990 - Frankeska
- 1993 - Live in LA
- 1998 - Live in London
- 2003 - Live in Brasil
- 2003 - En Caracas

### Raccolte
- 1990 - T-Time
- 1995 - Ska Skillers
- 1996 - History Book
- 1998 - History Book 1987-1998
- 2000 - The Best Of...
- 2003 - In retrospect
- 2007 - Ska is Dead